# 供热系统
供热系统是一個通過在家庭、辦公室或其他住宅中使用熱能，保持温度於合適、可接受的水平的機制。通常是暖通空調的一部分。供熱系統可分为中央暖氣供應或分佈式系統。